# Эспино, Мигель Анхель
Мигель Анхель Эспино (исп. Miguel Ángel Espino; 17 декабря 1902, Санта-Ана, Сальвадор — 1 октября 1967, Мехико, Мексика) — сальвадорский поэт, журналист и юрист.

## Биография
Мигель Анхель Эспино родился в Санта-Ане 17 декабря 1902 года. Он был сыном поэта Альфонсо Эспино, братом поэта Альфредо Эспино, а по материнской линии внуком поэта Антонио Нахарро. Женился на Марии Луизе Ньето.
В 1920-е годы работал журналистом в газетах «Латино Журналь» (исп. Latino Journal) и «Ла Пренса» (исп. La Prensa). В 1921 году поступил на факультет права и социальных наук Сальвадорского университета. В 1927 году выехал в Мексику, где служил в посольстве Сальвадора. В 1928 году получил докторскую степень в области права в Национальном автономном университете Мексики (УНАМ).
В 17 лет опубликовал «Мифы Кускатлана», сборник древних индейских легенд. Он также опубликовал сборник рассказов «Como Cantan Allá» (1926) и два романа: «Поезда» (исп. Trenes; 1940) и «Люди против смерти» (исп. Hombres Contra la Muerte; 1947). Последний роман был получил признание у критики и публики, и был переведён на английский и французский языки. В 1948 году за эту книгу он получил литературную премию от правительства Сальвадора.
В своих произведениях писатель делал акцент на описание сальвадорской доколумбовой культуры, фактически призывая восстановить местные обычаи и традиции. Большое влияние на его творчество и личность оказал Альберто Масферрер, которого писатель называл  «Апостолом социальной гармонии в Сальвадоре».
В 1951 году у него произошёл инсульт, из-за которого он завершил литературную карьеру. Вместе с семьёй переехал в Мехико, где прожил последние годы своей жизни.